# Lauren Herring
Lauren Herring (* 23. Juli 1993) ist eine ehemalige US-amerikanische Tennisspielerin.

## Karriere
Herring spielt bislang hauptsächlich auf Turnieren des ITF Women’s Circuit, bei denen sie bislang zwei Einzel- und einen Doppeltitel gewinnen konnte.
Bei den US Open ging sie 2010 zusammen mit Grace Min mit einer Wildcard im Doppelwettbewerb an den Start; sie unterlagen bereits in der ersten Runde der Paarung Dominika Cibulková / Anastassija Pawljutschenkowa klar mit 1:6 und 4:6.
Im College Tennis erreichte Herring bei den NCAA Division I Tennis Championships 2013 das Viertelfinale im Einzel, 2014 schied sie im Einzel in der zweiten Runde aus, konnte aber mit ihrer Partnerin Maho Kowase das Finale im Doppel erreichen. 2015 scheiterte sie im Einzel bereits in Runde eins. Am Ende des Jahres 2015 erreichte sie das Halbfinale des American Collegiate Invitational 2015, das für College-Spieler parallel zu den US Open ausgetragen wird.
Ihr bislang letztes internationale Turnier spielte Herring im Juli 2016. Sie wird daher nicht mehr in der Weltrangliste geführt.

## Turniersiege

### Einzel
| Nr. | Datum           | Turnier       | Kategorie   | Belag     | Finalgegnerin      | Ergebnis      |
| --- | --------------- | ------------- | ----------- | --------- | ------------------ | ------------- |
| 1   | 3. Oktober 2010 | Amelia Island | ITF $10.000 | Sand      | Catherine Harrison | 6:2, 6:3      |
| 2   | 26. Juli 2015   | Evansville    | ITF $10.000 | Hartplatz | Andie K. Daniell   | 4:6, 6:2, 6:0 |

### Doppel
| Nr. | Datum         | Turnier     | Kategorie   | Belag     | Partnerin   | Finalgegnerinnen       | Ergebnis |
| --- | ------------- | ----------- | ----------- | --------- | ----------- | ---------------------- | -------- |
| 1   | 25. Juni 2016 | Baton Rouge | ITF $25.000 | Hartplatz | Ellen Perez | Jamie Loeb Ingrid Neel | 6:3, 6:3 |